# Rondonópolis
Rondonópolis este un oraș în Mato Grosso (MT), Brazilia.